# Chrysomela texana
Chrysomela texana är en skalbaggsart som först beskrevs av Schaeffer 1920.  Chrysomela texana ingår i släktet Chrysomela och familjen bladbaggar. Inga underarter finns listade i Catalogue of Life.